# Austrocentrus bifidus
Austrocentrus bifidus är en nattsländeart som beskrevs av Oliver S. Flint Jr. 1997. Austrocentrus bifidus ingår i släktet Austrocentrus och familjen Helicophidae. Inga underarter finns listade i Catalogue of Life.